# Башмаки (организованная преступная группировка)
ОПГ Башмаки — одна из крупнейших организованных преступных группировок Крыма 1990—2000-х годов.

## История

### 1987—1990
В 1987 году ранее судимый Олег Дзюба (Алик) создал в Симферополе бригаду «напёрсточников», затем откололся от авторитета Гужева (Гуня), во время второго покушения на которого Алика задержали с поличным, но осудили всего на два с половиной года.
В конце 1980-х годов криминальные авторитеты Павел Шолохов, Станислав Комягин и Сергей Хабибулин («Борода»), числившиеся учредителями симферопольского предприятия «Русь», создали в Симферополе бригаду, промышлявшую рэкетом, грабежами и убийствами; в этой бригаде, позже выросшей в группировку «башмаков», начинал свою карьеру киллер Григорий Посунько («Гриня»).
В 1989 году в Молдавской ССР за операции с оружием был задержан Виктор Башмаков, осуждённый на два с половиной года, а другому оптовому торговцу Николаю Кожухарю удалось скрыться.
После освобождения в 1990 году Алик вошёл в состав кооператива «Русь», который контролировали новый лидер группировки Александр Ткачёв («Сахан»), также вышедший из бригады напёрсточников Гуни, и Виктор Башмаков; вскоре Башмаков со своими сводными братьями Павлом Шолоховым, Станиславом Комягиным и Сергеем Хабибулиным («Борода») заняли лидирующие позиции в группировке (Башмаков, ранее работавший дальнобойщиком, начинал водителем Сахана). Группировка промышляла рэкетом предпринимателей и ликвидацией неугодных, установила жёсткий контроль над рынками Крыма. На пике своей деятельности в группировке состояло около 1,5 тыс. человек, многие из которых стали основывать свой бизнес.

### 1991—1999
В середине 1991 года «башмаки» начали войну за раздел сфер влияния с группировкой «Сейлем», в ходе которой Алик получил новый срок, а Сахана задержали в Сочи, где он прикинулся сумасшедшим; после очередного освобождения Дзюба начал тайную борьбу за влияние в группировке, но в мае 1993 года был убит его брат, в сентябре 1993 года машину Алика расстреляли возле симферопольской поликлиники, в результате чего погибли трое членов его бригады, а сам Алик, получивший тяжёлые ранения, вскоре уехал на лечение в Германию.
Осенью 1993 года Сахана этапировали из Сухуми и поместили в симферопольскую психбольницу (вскоре он получил ранение, когда его палату обстреляли из автомата, а через месяц был убит на территории больницы); в июне 1994 года по приказу Олега Дзюбы под Симферополем киллеры расстреляли из автомата Виктора Башмакова и его охранников (Алик был должником «башмаков» и, чтобы не отдавать деньги, ликвидировал их лидера).
Из-за рубежа Алик распространил слухи о причастности к убийству влиятельного севастопольского авторитета Евгения Поданева, эти слухи вскоре дошли до лидера ОПГ Сергея Хабибулина, и Поданева вскоре убили на поминках Виктора Башмакова (Поданев был основателем Христианской либерально-демократической партии, которая распалась через несколько месяцев после его гибели); в январе 1995 года, по прилёте из Германии, Алика расстреляли при выходе из здания киевского аэропорта «Борисполь» (он и его охранники получили тяжёлые ранения, а дочь погибла), через неделю неподалёку от Симферополя убили его сына от первого брака.
После лечения Алика охраняли татары из группировки «Имдат», с которой он пошёл на союз в борьбе с «башмаками» и «сейлемовцами» (при посредничестве московских воров в законе Алика на время оставили в покое, а свои коммерческие структуры он передал под контроль «имдатовцев»). Тем временем, бывшую бригаду Башмакова возглавили авторитеты Борода, Молдаван и Данила.
Николай Кожухарь (Коля Молдаван) в секции вольной борьбы факультета физвоспитания познакомился с уроженцем Донецкой области Александром Данильченко (Данила); вскоре они вошли в бригаду своего тренера, который принадлежал к группировке Сахана, и стали собирать дань с торговцев Центрального рынка Симферополя, а позже создали и собственную бригаду.
В результате очередной «стрелки» Молдаван со своими людьми ранил из пистолета и избил своего бывшего тренера-бригадира, после чего вместе с пятью своими боевиками вошёл в группировку «Башмаков» (их штабом стало популярное кафе «У Алексея», 30 процентов доходов которого Молдаван отдавал в «общак» группировки). После смерти Башмакова (в 1994 г.) и Хабибулина (в 1995 г.), Коля Молдаван и Данила возглавили группировку, а авторитет Виктор Карасёв (Карась) руководил силовыми акциями, заказными убийствами и выбиванием долгов.
Он также окончил факультет физвоспитания в Симферополе, позже — Национальную академию Государственной налоговой службы Украины, в 1999 году стал президентом симферопольского ФК «Таврия» и закрепил за клубом вещевой рынок (кроме того, Карась получил звания заслуженного работника физкультуры и спорта Украины и заслуженного тренера Украины по вольной борьбе).
В 1995 году у Карася вспыхнул конфликт с президентом ФК «Динамо» (Саки) Мамедом Исаевым, который отказался бесплатно передавать «Таврии» своих игроков. По команде Карася боевики «башмаков» похитили и вывезли в лес Исаева, после этого события Исаев скончался в больнице от побоев.
В июле 1995 года «башмаковцы» под руководством Грини расстреляли из автоматов автомобиль, в котором находились жена Дзюбы Ольга, её водитель и два охранника, все находившиеся в автомобиле погибли. Вскоре они же взорвали в гараже и самого Алика (оформив ликвидацию как самоубийство); также в 1995 году в Симферополе Гриня расстрелял из автомата бригадира «греческой» группировки Ивана Иорданова.
В августе 1995 года возле села Ленинское Красногвардейского района был расстрелян председатель колхоза имени XIX съезда партии Сироштан (ранее этот колхоз курировали «греки», но позже он отошёл «Сейлему»); убийство организовал бывший бригадир «башмаков» Борис Майда, имевший общий бизнес с «сейлемовскими» (убийца Сироштана был застрелен в тот же день, а Майда вскоре на несколько лет уехал в Волгоград).
В конце 1995 года лидеры «Башмаков» решили убрать влиятельных «сейлемовских» авторитетов и депутатов Симферопольского горсовета Сергея Мишака (Кривоножка) и Александра Вишнякова (ему принадлежала крупная фирма «Айсберг»). Вскоре несколько боевиков «башмаковского» бригадира Дяди расстреляли обоих возле частной урологической клиники из автоматов (один погиб на месте, другой через час умер в больнице).
В феврале 1998 года в результате взрыва на турбазе «Таврия», проведённого Гриней, погиб заместитель председателя Совета министров Крыма Александр Сафонцев; после убийства в феврале 1998 года харьковского вора в законе Севы «башмаки» на время скрылись из Киева, но когда скандал улёгся, опять вернулись в столицу; позже (в декабре 2001 года) они же организовали ликвидацию киевского авторитета Черепа, с которым не поделили сферы влияния.
В 1999 году в посёлке Мраморное Симферопольского района на даче Александра Данильченко (Данила) в результате разборки Борис Майда серьёзно ранил в живот Гриню; вскоре в баре «Шатун» посёлка Белозёрка Херсонской области Гриня из пистолета застрелил Бориса Майду, который враждовал с новым руководством «башмаков» из клана Коли и Юры Молдаванов; также Гриня убил киллера из бригады Майды Петра Иванова и дважды покушался на подручного Майды по прозвищу Профессор (позже он был арестован).

### 2000—2008
В марте 2001 года в симферопольском офисе компании «Союз-Виктан», которая с 1994 года находилась под крышей «башмаков», по приказу зятя покойного Башмакова, числившегося в компании одним из руководителей, были убиты Григорий Посунько (Гриня) и Сергей Колесник (Сорок-восьмой), которые незадолго до этого уничтожили два водочных магазина.
В ноябре 2001 года директора ЛВЗ «Союз-Виктан» Андрея Охлопкова и его первого зама Виктора Удовенко обвинили в организации убийства двух «башмаков» и в августе 2002 года осудили на 15 лет; в январе 2003 года Верховный Суд признал обоих невиновными и попытка завладеть ЛВЗ сорвалась.
В декабре 2003 года была ликвидирована бригада, члены которой в 90-х входили в группировку «башмаков»; главаря и семерых боевиков задержали в Крыму, ещё двоих — в Днепропетровске (у них изъяли пистолет-пулемёт, автомат, несколько пистолетов и глушителей). С началом милицейской зачистки Крыма члены бригады уехали из региона, и вскоре группировка пополнились людьми из Днепропетровска; после разгрома «башмаков», «сейлемовцев» и «имдатовцев» они вернулись обратно в Крым, занявшись разбоями и убийствами (в июне 1998 года члены бригады у двери квартиры его подруги убили бывшего сотрудника спецподразделения СБУ «Альфа», главу службы безопасности банка «Геосантрис» Владимира Кириллина).
К 2004 году группировку «башмаков» по-прежнему возглавляли Коля Молдаван (Николай Кожухарь) и Данила (Александр Данильченко), а также Юра Молдаван (Юрий Ериняк); основные интересы группировки были сосредоточены в Киеве, где «башмаки» работали под опекой Яна Табачника и его связей в МВД; под контролем «башмаков» в столице находилась сеть теневых пунктов по скупке золота, основанная в середине 90-х кланом крымских теневиков (боевики для охраны бизнеса приезжали из Крыма, вся сеть находилась под крышей УБОП).
В мае 2005 года Юра Молдаван был задержан в Киеве, где он осел в начале 2000 года и занимался бизнесом (торговля рыбой и нефтепродуктами) и рэкетом; среди его связей значился молдавский авторитет Григорий Карамалака, которого Молдаван вывез на своей машине в Белоруссию после побега из райотдела, а также люди из одесской группировки Марьянчука.
В 2005 году между Карасём и руководителями группировки «Башмаков» Данилой и Колей Молдаваном возник серьёзный конфликт. Двое главарей обвинили Карася в том, что он продал свой клуб «Таврия» и не поделился с «братвой». Вскоре в Симферополе подожгли вещевой рынок, подконтрольный бригаде Карася, а в ответ в Крыму запылали рынки Данилы и Молдавана. После этого Виктора Карасёва и его сообщников арестовали и вскоре осудили.
К началу 2006 года крымское крыло «башмаков» возглавляли Владимир Рябошапко (Русь), Владимир Квитко и азербайджанец Айдын Шабанов; они контролировали фирмы «Русь» и «Саманта», поддерживали тесные связи с Людмилой Рудаковой и её другом Сергеем Дьяченко (Сергей Красноярский); Людмила Рудакова была совладелицей фирмы «Саманта», возглавляла благотворительный фонд «Астери», её покровителем был генерал Александр Волков (один из руководителей крымского штаба Партии регионов, заместитель председателя крымского Союза ветеранов Афганистана и правая рука вице-спикера Киселёва).
В июне 2006 года в режиме конспирации группа киевских следователей начала расследование преступной деятельности «башмаков»; они выявили около десяти сотрудников органов внутренних дел различного уровня, которые работали на группировку.
В августе 2006 года были арестованы 20 членов группировки, причастных к ряду убийств и похищений на территории Крыма, а также в Киеве, Херсоне, Харькове и Запорожье; в международный розыск были объявлены главари «башмаков» — депутат крымского парламента и коммерческий директор футбольного клуба «Таврия» Рувим Аронов (Рома), который скрылся в Израиле, откуда продолжал руководить остатками «башмаков», президент Федерации бокса Крыма Александр Данильченко (Данила), президент Федерации вольной борьбы Крыма Николай Кожухарь (Молдаван), а также Геннадий Мельник и Андриян Рак.
В сентябре 2006 года в Севастополе были задержаны четверо членов группировки «Башмаки» — Анатолий Жижерун (бывший милиционер, судимый за хранение оружия, и директор базы отдыха «Изумруд»), Михаил Плиз (чемпион Европы по дзюдо, в 1990-х был близким соратником Савлохова, работал в УВД Севастополя инструктором по рукопашному бою, один из руководителей севастопольского ЦУМа), Игорь Чесноков («Чичя» — один из руководителей филиала «Башмаков» в Севастополе) и Евгений Королёв (бывший бизнесмен). Они оказались причастны к убийству в 1995 году бывшего первого зама начальника криминальной милиции УВД Севастополя Владимира Чигирина, который после ухода на пенсию занимался нефтегазовым бизнесом, а также к убийствам воров в законе Юрия Иванова и Севы Севастопольского.
В марте 2008 года Рома, с 1994 года являвшийся гражданином Израиля, был задержан в Киеве (в аэропорту «Борисполь», куда он прибыл из Израиля на юбилей клуба), по подозрению в организации ряда заказных убийств; в 2000 году его уже задерживали по обвинению в рэкете, но через трое суток отпустили и в дальнейшем доказать его участие в преступных действиях не смогли. В августе 2009 года Аронов был приговорён к четырём годам за аварию со смертельным исходом (в 2002 году по дороге в симферопольский аэропорт он сбил пожилую женщину).

### Последующие аресты
В январе 2010 года под зданием Луганского следственного изолятора был обнаружен тоннель, строительство которого для своего побега заказал троим землякам ранее судимый крымский авторитет (бывший десантник и активный член группировки «Башмаки», в 1996 году он совершил побег из крымского изолятора, в 2000 году был задержан и приговорён к 13 годам лишения свободы, отбывал срок в одной из луганских колоний, после побега с вольного поселения сколотил банду и промышлял разбоями, но вскоре был арестован в Крыму).
В феврале 2010 года из одесской тюрьмы совершил побег бывший член группировки «Башмаки» Степан Радченко, отбывавший пожизненное заключение (вскоре он был задержан в Одессе в квартире своей сожительницы). В декабре 2011 года Киевский райсуд Симферополя вынес оправдательный приговор бывшему депутату ВС Крыма Рувиму Аронову (Рома), который обвинялся в организации группировки «Башмаки» и соучастии в двух убийствах.
Также в декабре 2011 года Апелляционный суд Одесской области огласил вердикт в отношении 22 «башмаков»: двое приговорены к пожизненному заключению, шестеро получили от 13 до 15 лет лишения свободы, ещё 14 человек осуждены к меньшим срокам. 7 февраля 2016 года в Симферополе были задержаны и вскоре арестованы Николай Кожухарь и Александр Данильченко.
В марте 2018 года крымский суд вынес приговор бывшим чиновникам, которые возглавляли группировку «Башмаки»: Николай Копетинский (Кожухарь) по кличке Коля Молдаван получил 11 лет лишения свободы в колонии общего режима, а его сообщник Александр Данильченко по прозвищу Данила был освобожден в зале суда «за истечением сроков давности».